# Mathilde Gremaud
Mathilde Gremaud (Fribourg, 8 februari 2000) is een Zwitserse freestyleskiester. Ze vertegenwoordigde haar vaderland op de Olympische Winterspelen 2018 in Pyeongchang.

## Carrière
Bij haar wereldbekerdebuut, in maart 2016 in Silvaplana, scoorde Gremaud direct wereldbekerpunten. In november 2016 stond de Zwitserse in Milaan voor de eerste maal in haar carrière op het podium van een wereldbekerwedstrijd. Op 11 februari 2017 boekte ze in Quebec haar eerste wereldbekerzege. Op de wereldkampioenschappen freestyleskiën 2017 in de Spaanse Sierra Nevada eindigde Gremaud als vijfde op het onderdeel slopestyle. Tijdens de Olympische Winterspelen van 2018 in Pyeongchang veroverde de Zwitserse de zilveren medaille op het onderdeel slopestyle.
In Park City nam ze deel aan de wereldkampioenschappen freestyleskiën 2019. Op dit toernooi eindigde ze als zevende op het onderdeel big air.

## Resultaten

### Olympische Winterspelen
| Jaar | Plaats      | Resultaten |
| ---- | ----------- | ---------- |
| 2018 | Pyeongchang | Slopestyle |

### Wereldkampioenschappen
| Jaar | Plaats        | Resultaat     |
| ---- | ------------- | ------------- |
| 2017 | Sierra Nevada | 5e Slopestyle |
| 2019 | Park City     | 7e Big air    |

### Wereldbeker
Eindklasseringen
| Seizoen   | Algm | BA     | SS  |
| --------- | ---- | ------ | --- |
| 2015/2016 | 158e | –      | 35e |
| 2016/2017 | 21e  | Brons  | 6e  |
| 2018/2019 | 22e  | Zilver | 4e  |
| 2019/2020 | 19e  | Zilver | 4e  |

Wereldbekerzeges
| Datum            | Plaats           | Onderdeel  |
| ---------------- | ---------------- | ---------- |
| 11 februari 2017 | Quebec           | Big air    |
| 4 november 2018  | Modena           | Big air    |
| 10 maart 2019    | Mammoth Mountain | Slopestyle |
| 16 maart 2019    | Quebec           | Big air    |
| 3 november 2019  | Modena           | Big air    |
| 21 december 2019 | Atlanta          | Big air    |